# 大池 (春日部市)

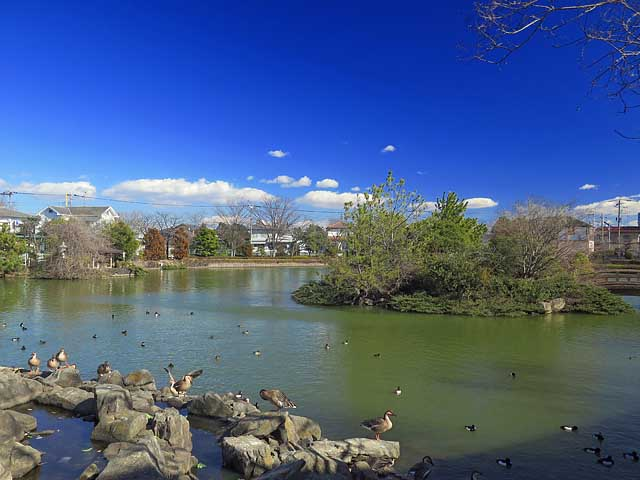
大池親水公園の大池

大池（おおいけ）は、埼玉県春日部市南5丁目（粕壁地区）に所在する池である。

## 概要
大池親水公園の一部として整備され、周囲は親水公園となっている。所在地周辺は住宅地（新市街地）となっているが、かつては集落の他、主に水田などの農地が広がっていた。かつての大池はほぼ円形の自然池であったが、周辺の公園整備の際に一部の水域が埋め立てられ、ほぼ東西方向にタマゴ型の池となった。池には噴水や中の島が築造されており、島には橋が架けられている。
池の周辺の河川とは、西側で会之堀川と、東側で大落古利根川と、それぞれ水路を介して接続している。

## 周辺施設
- 運動広場
- 南4丁目ちびっこ広場
- 一ノ割駅
- 上根公園
- 春日部市立上沖小学校